# Mayesville
Mayesville es un pueblo ubicado en el condado de Sumter en el estado estadounidense de Carolina del Sur. La localidad en el año 2000 tiene una población de 1.001 habitantes en una superficie de 2.7 km², con una densidad poblacional de 373.8 personas por km². 

## Geografía
Mayesville se encuentra ubicado en las coordenadas 33°59′8″N 80°12′26″O / 33.98556, -80.20722. Según la Oficina del Censo, el pueblo tiene un área total de 2,7 km² (1 mi²), de la cual 2,7 km² (1 mi²) es tierra y 0 km² (0 mi²) (0.0%) es agua.

### Localidades adyacentes
El siguiente diagrama muestra a las localidades en un radio de 16 kilómetros (9,9 mi) de Mayesville.

## Demografía
En el 2000 la renta per cápita promedia del hogar era de $25.852, y el ingreso promedio para una familia era de $27.321. El ingreso per cápita para la localidad era de $10.738. En 2000 los hombres tenían un ingreso per cápita de $21.964 contra $20.313 para las mujeres. Alrededor del 36.50% de la población estaba bajo el umbral de pobreza nacional. 

## Nativos notables
- Mary McLeod Bethune - educadora y activista de derechos civiles.